# Club Deportivo Furia Arona
El Club Deportivo Furia Arona es un club de fútbol de la ciudad de Arona, Tenerife, España. Fue fundado en 2009 tras la desaparición en 2008 del Atlético Arona su histórico predecesor. Actualmente juega en la Interinsular Preferente.

## Historia
El Club Deportivo Furia Arona nace en 2009 como heredero del histórico Atlético Arona que ese mismo año había desaparecido a causa de los problemas económic￼￼os.
Las mejores temporadas de su historia han sido con Pepe Coello en el banquillo y sus máximos goleadores históricos son Samuel Luis, Rubén Coello "El Rubio" y Rubén Hernández "Dolupe".
Este club se ha quedado varias a veces a las puertas de la categoría Preferente, mucha gente dice que este equipo merece estar en la Preferente. El conjunto aronero nunca se ha dado por vencido y siempre ha luchado por ese deseado ascenso, siempre a contado con el apoyo de su directiva y de su afición.

### Derbis
La ciudad de Arona es una de las más futboleras de Canarias y posee un gran número de equipos, así el antiguo Atlético Arona disputó un sinfín de derbis municipales con el  C.D. I'Gara, C.D.San Lorenzo o C.D.Buzanada y los más importantes con C.D.Marino y la U.D.Ibarra, los otros dos grandes representantes del municipio. Esta rivalidad la ha heredado el CDF Arona, aunque por el momento sus derbis en liga han sido con los tres primeros, y no se ha encontrado ni con CD Marino ni UD Ibarra

## Temporadas
| Temporada | División     | Posición | Copa del Rey |
| --------- | ------------ | -------- | ------------ |
| 2009/10   | 2.ª Regional | 2.º      |              |
| 2010/11   | 2.ª Regional | 1º       |              |
| 2011/12   | 1.ª Regional | 2º       |              |
| 2012/13   | 1.ª Regional | 7.º      |              |
| 2013/14   | 1.ª Regional | 7.º      |              |
| 2014/15   | 1.ª Regional | 6.º      |              |
| 2015/16   | 1.ª Regional | 2º       |              |
| 2016/17   | 1.ª Regional | 2.º      |              |
| 2017/18   | 1.ª Regional | 5.º      |              |
| 2018/19   | 1.ª Regional | 9.º      |              |
| 2019/20   | 1.ª Regional | 12.º     |              |
| 2020/21   | 1.ª Regional | 1.º      |              |
| 2021/22   | Preferente   | 8.º      |              |
| 2022/23   | Preferente   | 10.º     |              |
| 2023/24   | Preferente   | 11.º     |              |

### Datos del club
- Temporadas en Preferente: 3
- Temporadas en 1ªRegional: 10
- Temporadas en 2ªRegional: 2

## Estadio
El CDF Arona juega sus encuentros como local en el Campo Municipal Fernando Pérez. Dicho terreno de juego tiene capacidad para unas 2.500 personas.

## Filial
En verano de 2012 el CDF Arona crea a su filial el Club Deportivo Furia Arona "B", inscribiéndolo en el Grupo II de la 2.ª Regional.

### Temporadas Filial
| Temporada | División     | Posición | Copa del Rey |
| --------- | ------------ | -------- | ------------ |
| 2012/13   | 2.ª Regional | 9.º      |              |

## Fútbol en Arona

### Listado de Clubs
| Nombre del Club     | Año Fundación | Barrio            |
| ------------------- | ------------- | ----------------- |
| Arona F.C.          | 1930          | Arona             |
| Valle F.C.          | 1930          | Valle San Lorenzo |
| C.D.Marino          | 1933          | Los Cristianos    |
| At.Arona            | 1954          | Realejo Bajo      |
| C.D.I´Gara          | 1968          | Cabo Blanco       |
| C.D.Ibarra          | 1969          | Las Galletas      |
| C.D.San Lorenzo     | 1974          | Valle San Lorenzo |
| U.D.Ibarra          | 1974          | Las Galletas      |
| C.D.Buzanada        | 1978          | Buzanada          |
| U.D.Villamar        | 1979          | Las Galletas      |
| C.D.Marino Atlético | 1982          | Los Cristianos    |
| C.D.Florida         | 1991          | Valle San Lorenzo |
| C.F.B. Cabo Blanco  | 1992          | Cabo Blanco       |
| Los Cristianos C.F. | 1995          | Los Cristianos    |
| A.D.Bereberes       | 2000          | Buzanada          |
| At.Arona B          | 2004          | Arona             |
| Guanchinet C.F.     | 2005          | Buzanada          |
| C.D.Furia Arona     | 2008          | Arona             |